# Kámenets (Pleven)
Kámenets (búlgaro: Ка̀менец) es un pueblo de Bulgaria perteneciente al municipio de Pórdim de la provincia de Pleven.
Se ubica en el límite con la provincia de Lovech, sobre la carretera 3501 que une Pórdim con Letnitsa.
La localidad es de origen medieval, aunque se han hallado restos tracios en sus inmediaciones. Durante la ocupación otomana se mantuvo como un pueblo étnicamente búlgaro, pero en los últimos años se asentaron aquí circasianos. Entre 1955 y 2006 se estableció en los alrededores de Kámenets una base aérea militar, predecesora de la actual base aérea de Dolna Mitropoliya.

## Demografía
En 2011 tenía 886 habitantes, de los cuales el 88,71% eran étnicamente búlgaros y el 1,46% gitanos.
En anteriores censos su población ha sido la siguiente:
| Gráfica de evolución demográfica de Kámenets entre 1934 y 2011 |
|                                                                |